# Șîșorovîci, Mostîska
Șîșorovîci (în ucraineană Шишоровичі) este un sat în comuna Mali Mokreanî din raionul Mostîska, regiunea Liov, Ucraina.

## Demografie
Componența lingvistică a localității Șîșorovîci
     Ucraineană (100%)
Conform recensământului din 2001, toată populația localității Șîșorovîci era vorbitoare de ucraineană (100%).